# Rudi Dutschke
Alfred Willi Rudi Dutschke (Schönefeld, 7 marzo 1940 – Århus, 24 dicembre 1979) è stato un sociologo, attivista, di orientamento marxista tedesco.
È stato il leader della SDS, il Movimento Studentesco Tedesco a sfondo socialista anarchico-rivoluzionario, e del successivo movimento de I Verdi. I suoi grandi slogan erano: impegno diretto ed attivo per una rivolta contro la società, contro la struttura delle università, contro i partiti ed il loro inserimento nel sistema, contro la civiltà dei consumi e la politica delle grandi potenze.

## Biografia
Nato da una famiglia contadina e impegnato nella comunità giovanile della Chiesa Evangelica, entrò successivamente in conflitto con le autorità della Repubblica Democratica Tedesca per il suo impegno pacifista e democratico. Rifiutò il servizio militare e per questo venne escluso dall'accesso universitario. Trovò riparo in Germania Ovest nel 1961, tre giorni prima che il muro spaccasse in due Berlino. Si iscrisse alla facoltà di sociologia, e nel 1963 aderì al gruppo Sovversive Aktion, che nel 1965 confluì nell'SDS, organizzazione degli studenti socialisti tedeschi. Dutschke divenne in breve tempo il leader dell'ala antiautoritaria dell'organizzazione.
L'esplosione rivoluzionaria di Rudy il Rosso non divampò all'improvviso: erano anni che maturava attraverso una complicata e non sempre chiara elaborazione ideologica basata sugli insegnamenti dei tre M (Marx, Mao e Herbert Marcuse) ed alimentata, in maniera più logica e comprensibile, dalle insufficienze e dalle contraddizioni di una società preoccupata solo di godere e di sfruttare l'ondata del benessere.
In Rudy il Rosso la contestazione giovanile europea aveva trovato il suo leader, un leader pronto ad accendere la miccia sotto la borghese paciosità della Germania di Kurt Georg Kiesinger, come sotto la mitica grandeur della Francia di Charles de Gaulle e la contraddittoria evoluzione di una Cecoslovacchia in bilico tra Antonín Novotný ed Alexander Dubček (i carri armati dell'agosto e lo spuntare di Gustáv Husák erano ancora lontani).

Fu Dutschke a dare inizio, con le violente manifestazioni di Berlino Ovest, Amburgo e Norimberga (bersaglio l'impero giornalistico di Axel Springer) al primo caldo semestre del 1968, il semestre che in Italia vide gli studenti romani manifestare a Valle Giulia; ed in Francia, nel celebre maggio, il potere gollista subire una mortale ferita. La storia di Rudy il Rosso sembrò concludersi quando tre colpi, sparatigli a bruciapelo da Joseph Bachmann, un esaltato imbianchino forse influenzato dalla massiccia propaganda dei mass media controllati dall'editore Axel Springer, l'11 aprile 1968, una settimana dopo l'assassinio di Martin Luther King e due mesi prima di quello di Robert Kennedy, lo tolse dalla scena tedesca per alcuni anni.

Una targa a ricordo dell'attentato compiuto l'11 aprile 1968 contro Rudi Dutschke è stata posta sul Kurfürstendamm e Joachim-Friedrich Straße di Berlino.
Dopo l'attentato subìto Rudi Dutschke si trasferì con la sua famiglia nel Regno Unito dove fu ammesso all'Università di Cambridge per completare gli studi, ma nel 1971 il governo Tory di Edward Heath lo espulse con la sua famiglia come persona non grata, accusandolo di aver intrapreso "attività sovversive" e di essere responsabile di sommovimenti politici a Londra. Si trasferirono, quindi, ad Aarhus in Danimarca.
Rudi Dutschke rientrò sulla scena politica tedesca dopo che una serie di proteste contro la costruzione di una centrale nucleare ebbero fatto nascere un nuovo movimento politico verso la metà degli anni settanta. Dutschke capì che questo movimento aveva una base ben più ampia di quello studentesco degli anni precedenti, e che il suo orientamento ecologista avrebbe influenzato le nuove generazioni.
Cominciò a lavorare anche con dissidenti che si opponevano al governo comunista della Repubblica Democratica Tedesca, della Polonia, dell'Ungheria e della Cecoslovacchia: Robert Havemann, Wolf Biermann, Milan Horáček, Adam Michnik, Ota Šik, solo per citarne alcuni.
Rudi Dutschke svolse un ruolo primario anche nella formazione del partito politico de I Verdi (fondato nel 1980) convincendo i vecchi leader delle proteste studentesche (tra i quali Joschka Fischer) a unirsi nelle elezioni provinciali dell'ottobre 1979 quando i Verdi superarono la soglia del 5% necessaria per ottenere seggi nel parlamento di Brema.
In conseguenza dei danni al cervello causati dall'attentato, Rudi Dutschke continuò a soffrire problemi di salute che lo portarono alla morte il 24 dicembre 1979 ad Århus: ebbe una crisi epilettica mentre faceva il bagno ed affogò. A Berlino gli è stata intitolata una strada nel quartiere di Kreuzberg.

## Pubblicazione degli scritti
La pubblicazione dei saggi e delle interviste rilasciate ai media da Dutschke in Italia è stata curata dall'editore barese De Donato, dopo l'attentato dell'11 aprile 1968, con il libro intitolato Dutschke a Praga.
I testi sono intitolati: Dutschke contro Habermas; La lezione del Vietnam; Portare gaiezza nella rivoluzione; Chiediamo l'espropriazione di Axel Springer; Dutschke a Praga; A proposito del rapporto tra Organizzazione e Movimento Studentesco; Democrazia, Università e Società; Dutschke a verbale.Nel libro, tuttavia, manca la falsa intervista diffusa attraverso tutte le edicole dalla rivista «Capital», perché non fu mai concessa da Dutschke, secondo l'editore De Donato (cfr. Dutschke a Praga, p. 6).
Il primo saggio è considerato teoricamente uno dei contributi più importanti dato dal giovane leader del movimento studentesco della Germania Federale, perché in esso traccia le linee principali del suo pensiero politico e difende se stesso e il suo movimento dalle accuse del sociologo Jürgen Habermas, che aveva definito «fascismo di sinistra» la sua tendenza ad appellarsi indiscriminatamente alle masse. Il movimento studentesco guidato da Dutschke reagì prontamente alle accuse e affidò al suo leader l'incarico di respingerle al Congresso di Hannover.
Negli altri saggi e interviste è possibile cogliere lo svolgimento del processo ideologico del maggior protagonista del movimento studentesco apparso sulla scena politica della Germania di Bonn, fino alla sua definitiva formazione. Da questo punto di vista, particolarmente significative sono l'intervista sulla primavera di Praga e il dibattito televisivo con Gunter Gaus e la discussione con il filosofo marxista Ernst Bloch, che servirono a definire con precisione le linee del dissenso esistente tra movimento studentesco e vecchi partiti rivoluzionari.
In breve le linee di dissenso si possono - con le parole dell'editore De Donato - così sintetizzare: «...rifiuto di ogni incondizionata adesione a uno dei due campi in cui è diviso il mondo; particolare attenzione agli aspetti sovrastrutturali della lotta rivoluzionaria; opposizione radicale ad ogni tipo di autoritarismo (anche quello meramente organizzativo del partito); sfiducia nella dialettica parlamentare e tendenza a spostare il conflitto sul piano extraparlmentare; tensione utopica, in cui si esprime il distacco da cinquant'anni di Realpolitik del movimento rivoluzionario; sfumatura anarchica delle aspirazioni umane, sociali, estetiche; ricerca di una nuova definizione della società socialista, che conceda più spazio alla libertà, alla fantasia, alla creatività individuale e collettiva; recupero di una visione "aperta" della storia».

## Testimonianze e passaggi significativi
«Ricorrendo alla violenza, essi non iniziano una nuova catena di atti di violenza, ma spezzano quella costituita. Poiché li si colpirà, essi conoscono il rischio, e se sono disposti a correrlo, nessun intermediario - e men che meno l'educatore e l'intellettuale - ha il diritto di predicar loro la rinuncia.» (Herbert Marcuse, Die repressive Toleranz)
«...la richiesta da parte di Habermas di un semplice "conservazione difensiva" delle nostre posizioni è in ultima istanza contro rivoluzionaria, perché non vede come dobbiamo e possiamo conquistare nuove posizioni con "azioni offensive"» (Dutschke contro Habermas)
«Attraverso azioni provocatorie e dimostrative, o meglio azioni offensive con possibilità di ritirata, noi attualizziamo le contraddizioni, creiamo le premesse per una "futura" situazione realmente rivoluzionaria» (idem)
«Noi non possiamo limitarci a deplorare o a confutare astrattamente il tentativo di Habermas di giustificare il "concetto oggettivamente fatale "(Oskar Negt) di "fascismo di sinistra", che (e il nostro maestro dovrebbe ben saperlo) verrà utilizzato per screditare la sinistra pratica » (idem)
«Non ci meraviglia quindi che Habermas voglia riconoscere alle forme, ai contenuti e alle conseguenze del nostro lavoro politico il carattere di "posizioni socialiste"» (idem)
« ...la lotta dei vietnamiti rende visibile giorno per giorno l'alternativa storica: inizio del processo di liberazione totale degli uomini dalla guerra, dalla fame, dall'inumanità e dalla manipolazione oppure nuovo rafforzamento del sistema pericolante del dominio dell'uomo sull'uomo in tutto il mondo» (R. Dutschke - Gastón Salvatore, La lezione del Vietnam)
«Organizzando con alcune migliaia di studenti varie forme di resistenza passiva davanti alla tipografia Springer, vogliamo impedire il processo di distribuzione. Il giorno di questa azione, che annunceremo in precedenza con volantini, intendiamo pubblicare noi stessi con giornali critici e informativi per tutti gli strati della popolazione.» (R.Dutschke, Chiediamo l'espropriazione di Axel Springer)
«Quando dunque, signore e signori, andremo a vedere più attentamente le fabbriche di Francoforte, di Monaco, di Amburgo o di Berlino Ovest, che riforniscono gl'impianti chimici ed elettronici all'esercito statunitense nel Vietnam, direttamente e senza intermediari?» (idem)
«Quando dunque, signore e signori, scioglieremo il nostro rapporto schiavistico con coloro che dominano da noi? Perché non rispondiamo alle esercitazione di emergenza in occasione delle visite di Stato, vale a dire alle esercitazione di emergenza dell'apparato della violenza statale? Perché non opponiamo alle loro le nostre esercitazioni di emergenza?» (idem)

## Nella cultura di massa
- La banda Baader Meinhof (Der Baader Meinhof Komplex), regia di Uli Edel (2008), interpretato da Sebastian Blomberg.
- Dutschke, regia di Stefan Krohmer (2009) interpretato da Christoph Bach.